# Tsaddie
De tsaddie of tsaddiek is de achttiende letter uit het Hebreeuws alfabet. De letter wordt uitgesproken als ts, zoals de z in het Duitse woord zurück. Het is de ts klank in de Hebreeuwse naam Jitschak Rabin: יצחק רבין. Het Joodse begrip tsedaka begint met een tsaddie: צדקה (Hebreeuws wordt van rechts naar links geschreven). Wanneer de letter aan het eind van een woord staat, wordt hij anders geschreven, een zogenaamde tsaddie sofiet.
De letters van het Hebreeuws alfabet worden ook gebruikt als cijfers. De tsaddie is de Hebreeuwse negentig, de tsaddie sofiet is een ander cijfer, namelijk de negenhonderd.
De alternatieve spelling tsaddiek is afgeleid van de opvolgende letter in het alfabet, de koef.
א · ב · ג · ד · ה · ו · ז · ח · ט · י · כ · (ך) · ל · מ · (ם) · נ · (ן) · ס · ע · פ · (ף) · צ · (ץ) · ק · ר · ש · ת 

alef · beet · gimel · dalet · hee · waw · zajien · chet · tet · jod · kaf · -sofiet · lamed · mem · -sofiet · noen · -sofiet · samech · ajien · pee · -sofiet · tsaddie · -sofiet · koef · reesj · sjien · tav